# بوآ اسپرانسا (میناس گرایس)
بوآ اسپرانسا (به پرتغالی: Boa Esperança) یک منطقهٔ مسکونی در برزیل است که در میناز ژرایس واقع شده‌است. بوآ اسپرانسا ۸۶۰٫۶۶۹ کیلومتر مربع مساحت و ۴۰٬۲۱۹ نفر جمعیت دارد و ۷۷۵ متر بالاتر از سطح دریا واقع شده‌است.